# Chalcoela
Chalcoela là một chi bướm đêm thuộc họ Crambidae.